# Sylvain Flauto
Sylvain Flauto est un footballeur français né le 2 septembre 1977 à Aubenas. Il évolue au poste d'attaquant. En 2000 lors de la finale de la Coupe de la Ligue, il marque pour le FC Gueugnon à la 90 minutes de jeu après une course de près de 40 mètres et après avoir passé en revue 4 défenseurs parisiens.

## Carrière
- 1995-1998 : AS Saint-Étienne  France
- 1998-2002 : FC Gueugnon  France
- 2002-2003 : Ionikos Le Pirée  Grèce
- 2003-2005 : Sporting Toulon Var  France
- 2005-2007 : Aurillac FCA  France
- 2007 : US Feurs  France
- 2008-2012 : ASOA Valence  France
- 2012-2013 : FC Rhône Vallée  France

## Palmarès
- Vainqueur de la Coupe de la Ligue en 2000.